# ISO/IEC 25010
A ISO/IEC 25010 é uma norma ISO disponibilizada em 2011 para qualidade de produto de software. Define modelos de avaliação da qualidade de software e sistemas. Substituiu a norma ISO/IEC 9126, da qual adicionou às características principais "segurança" e "compatibilidade".
É uma norma ISO para qualidade de produto de software. Ela define modelos de avaliação da qualidade de software e sistemas. Ela substituiu a norma ISO/IEC 9126, onde adicionou as características de qualidade que todos os softwares devem ter, de forma a alcançar um nível muito alto de qualidade no software que será entregue. 
Ela compreende 8 características de qualidade, são elas: Adequação funcional, Eficiência de desempenho, compatibilidade, usabilidade, confiabilidade, segurança, manutenção e portabilidade.
A norma ISO/IEC 25010 define as características de qualidade que todos os softwares devem ter, de forma a alcançar um nível muito alto de qualidade no software que será entregue.